# Wu-Massacre
Wu-Massacre è un album discografico in studio collaborativo degli artisti hip hop Method Man, Ghostface Killah e Raekwon (tutti membri del Wu-Tang Clan), pubblicato dalla Def Jam Recordings nel 2010.

## Tracce
1. Criminology 2.5 – 1:59
2. Meth vs. Chef 2 – 2:04
3. Ya Moms (skit) – 0:36
4. Smooth Sailing (feat. Streetlife & Solomon Childs) (remix) – 2:59
5. Our Dreams – 3:25
6. Gunshowers (feat. Sun God & Inspectah Deck) – 2:59
7. Dangerous – 3:55
8. Pimpin' Chipp – 2:32
9. How to Pay Rent (feat. Tracy Morgan) (skit) – 0:38
10. Miranda – 3:02
11. Youngstown Heist (feat. Trife da God, Sheek Louch & Billy) – 2:42
12. It's That Wu Shit (feat. Kevin Cossom) – 3:11